# Clasificación de UEFA/AFC/CAF para la Copa Mundial de Fútbol de 1962
En esta Clasificación para la Copa Mundial de Fútbol de 1962 participaron un total de 28 selecciones europeas, 2 selecciones extra-europeas encuadradas en los Grupos de ese continente(Israel por Asia, Etiopía por África), 3 selecciones asiáticas y 6 selecciones africanas, compitiendo por 10 puestos en la fase final. Estos puestos estaban disgregados de la siguiente manera:
- Europa: 1 puesto otorgado a cada uno de los ganadores de los 8 grupos conformados.
- 0,5 puestos otorgados a los ganadores de los grupos/llaves 9 y 10 europeos, al vencedor de África y al mejor de Asia. Para completar el cupo, el ganador del Grupo/llave 9 europeo enfrentaría al vencedor africano y el del Grupo/llave 10 al seleccionado asiático en partidos de ida y vuelta y donde, por primera vez, se podría desempatar una llave mediante la diferencia de goles.

## Europa

### Grupo 1
| # | País    | J | G | E | P | GF | GC | GD | Pts |
| - | ------- | - | - | - | - | -- | -- | -- | --- |
| 1 | Suiza   | 4 | 3 | 0 | 1 | 9  | 9  | 0  | 6   |
| 2 | Suecia  | 4 | 3 | 0 | 1 | 10 | 3  | +7 | 6   |
| 3 | Bélgica | 4 | 0 | 0 | 4 | 3  | 10 | −7 | 0   |

| 19-10-1960 | Suecia            | 2–0     | Bélgica | Stockholm, Suecia   |                     |
|            | Börjesson · Brodd | Reporte |         | Árbitro(s): Wharton | Árbitro(s): Wharton |

| 20-11-1960 | Bélgica              | 2–4     | Suiza               | Brussels, Bélgica   |                     |
|            | Paeschen · Van Himst | Reporte | Antenen · Schneiter | Árbitro(s): Seipelt | Árbitro(s): Seipelt |

| 20-5-1961 | Suiza    | 2–1     | Bélgica  | Lausanne, Suiza    |                    |
|           | Ballaman | Reporte | Claessen | Árbitro(s): Dorogi | Árbitro(s): Dorogi |

| 28-5-1961 | Suecia                                         | 4–0     | Suiza | Stockholm, Suecia  |                    |
|           | Jonsson 8' · Börjesson 15' 75' · Simonsson 70' | Reporte |       | Árbitro(s): Scares | Árbitro(s): Scares |

| 4-10-1961 | Bélgica | 0–2     | Suecia        | Brussels, Bélgica  |                    |
|           |         | Reporte | Brodd 70' 78' | Árbitro(s): Guerra | Árbitro(s): Guerra |

| 29-10-1961 | Suiza                                    | 3–2     | Suecia                   | Bern, Suiza       |                   |
|            | Antenen 8' · Wüthrich 68' · Eschmann 81' | Reporte | Simonsson 2' · Brodd 79' | Árbitro(s): Aston | Árbitro(s): Aston |

| 12-11-1961 | Suiza                       | 2–1     | Suecia    | Berlín Occidental, Alemania Federal |                   |
|            | Schneiter 65' · Antenen 76' | Reporte | Brodd 20' | Árbitro(s): Dusch                   | Árbitro(s): Dusch |

| Suiza |
| Suiza |

### Grupo 2
| # | País      | J | G | E | P | GF | GC | GD | Pts |
| - | --------- | - | - | - | - | -- | -- | -- | --- |
| 1 | Bulgaria  | 4 | 3 | 0 | 1 | 6  | 4  | +2 | 6   |
| 2 | Francia   | 4 | 3 | 0 | 1 | 10 | 3  | +7 | 6   |
| 3 | Finlandia | 4 | 0 | 0 | 4 | 3  | 12 | −9 | 0   |

| 25-9-1960 | Finlandia          | 1–2     | Francia                    | Olímpico, Helsinki |                   |
|           | Pahlman 36' (pen.) | Reporte | Wisnieski 63' · Ujlaki 83' | Árbitro(s): Malka  | Árbitro(s): Malka |

| 11-12-1960 | Francia                                 | 3–0     | Bulgaria | Stade Olympique Yves-du-Manoir, Colombes            |                                                     |
|            | Wisnieski 48' · Marcel 58' · Cossou 80' | Reporte |          | Asistencia: 40,690 espectadores Árbitro(s): Bonetto | Asistencia: 40,690 espectadores Árbitro(s): Bonetto |

| 16-6-1961 | Finlandia | 0–2     | Bulgaria                     | Olímpico, Helsinki                                   |                                                      |
|           |           | Reporte | Iliev 33' · Kolev 75' (pen.) | Asistencia: 11,977 espectadores Árbitro(s): Latyshev | Asistencia: 11,977 espectadores Árbitro(s): Latyshev |

| 28-9-1961 | Francia                                                    | 5–1     | Finlandia   | Parque de los Príncipes, París |                    |
|           | Faivre 6' 41' · Wisnieski 12' · Piantoni 79' · Schultz 86' | Reporte | Pahlman 44' | Árbitro(s): Dienst             | Árbitro(s): Dienst |

| 29-10-1961 | Bulgaria                               | 3–1     | Finlandia       | Vasil Levski, Sofía                               |                                                   |
|            | Yakimov 28' · Diev 34' · Velichkov 86' | Reporte | Pietiläinen 10' | Asistencia: 40,000 espectadores Árbitro(s): Baçar | Asistencia: 40,000 espectadores Árbitro(s): Baçar |

| 12-11-1961 | Bulgaria  | 1–0     | Francia | Vasil Levski, Sofía                              |                                                  |
|            | Iliev 89' | Reporte |         | Asistencia: 55,000 espectadores Árbitro(s): Fend | Asistencia: 55,000 espectadores Árbitro(s): Fend |

| 16-12-1961 | Bulgaria    | 1–0     | Francia | San Siro, Milán, Italia                              |                                                      |
|            | Yakimov 47' | Reporte |         | Asistencia: 34,740 espectadores Árbitro(s): Lo Bello | Asistencia: 34,740 espectadores Árbitro(s): Lo Bello |

| Bulgaria |
| Bulgaria |

### Grupo 3
| # | País              | J | G | E | P | GF | GC | GD | Pts |
| - | ----------------- | - | - | - | - | -- | -- | -- | --- |
| 1 | Alemania Federal  | 4 | 4 | 0 | 0 | 11 | 5  | +6 | 8   |
| 2 | Irlanda del Norte | 4 | 1 | 0 | 3 | 7  | 8  | −1 | 2   |
| 3 | Grecia            | 4 | 1 | 0 | 3 | 3  | 8  | −5 | 2   |

| 26-10-1960 | Irlanda del Norte   | 3–4     | Alemania Federal                        | Belfast, Irlanda del Norte |                  |
|            | McAdams 27' 51' 90' | Reporte | Brülls 7' · Seeler 53' · Dörfel 55' 79' | Árbitro(s): Horn           | Árbitro(s): Horn |

| 20-11-1960 | Grecia | 0–3     | Alemania Federal                    | Athens, Grecia      |                     |
|            |        | Reporte | Dörfel 8' · Brülls 31' · Haller 42' | Árbitro(s): Ehrlich | Árbitro(s): Ehrlich |

| 3-5-1961 | Grecia               | 2–1     | Irlanda del Norte | Athens, Grecia       |                      |
|          | Papaemmanouil 8' 64' | Reporte | McIlroy 81'       | Árbitro(s): Priesner | Árbitro(s): Priesner |

| 10-5-1961 | Alemania Federal      | 2–1     | Irlanda del Norte | Berlín Occidental, Alemania Federal |                      |
|           | Kreß 29' · Brülls 58' | Reporte | McIlroy 69'       | Árbitro(s): Lindberg                | Árbitro(s): Lindberg |

| 17-10-1961 | Irlanda del Norte  | 2–0     | Grecia | Belfast, Irlanda del Norte |                     |
|            | McLaughlin 28' 57' | Reporte |        | Árbitro(s): Bonetto        | Árbitro(s): Bonetto |

| 22-10-1961 | Alemania Federal | 2–1     | Grecia            | Augsburg, Alemania Federal |                    |
|            | Seeler 5' 27'    | Reporte | Papaemmanouil 59' | Árbitro(s): Nilsen         | Árbitro(s): Nilsen |

| Border           |
| Alemania Federal |

### Grupo 4
| # | País                 | J | G | E | P | GF | GC | GD | Pts |
| - | -------------------- | - | - | - | - | -- | -- | -- | --- |
| 1 | Hungría              | 4 | 3 | 1 | 0 | 11 | 5  | +6 | 7   |
| 2 | Países Bajos         | 3 | 0 | 2 | 1 | 4  | 7  | −3 | 2   |
| 3 | Alemania Democrática | 3 | 0 | 1 | 2 | 3  | 6  | −3 | 1   |

| 16-4-1961 | Hungría                 | 2–0     | Alemania Democrática | Budapest, Hungría |                   |
|           | Albert 12' · Göröcs 52' | Reporte |                      | Árbitro(s): Takov | Árbitro(s): Takov |

| 30-4-1961 | Países Bajos | 0–3     | Hungría                               | Róterdam, Países Bajos |                      |
|           |              | Reporte | Fenyvesi 22' · Sándor 24' · Tichy 36' | Árbitro(s): Kingston   | Árbitro(s): Kingston |

| 14-5-1961 | Alemania Democrática | 1–1     | Países Bajos | Leipzig, Alemania Democrática |                       |
|           | Erler 79'            | Reporte | Groot 63'    | Árbitro(s): Jörgensen         | Árbitro(s): Jörgensen |

| 10-9-1961 | Alemania Democrática     | 2–3     | Hungría                               | Berlín Oriental, Alemania Democrática |                      |
|           | Erler 53' · P. Ducke 87' | Reporte | Solymosi 43' · Sándor 75' · Tichy 78' | Árbitro(s): Lukianov                  | Árbitro(s): Lukianov |

| 1-10-1961 | Países Bajos | Cancelado | Alemania Democrática | Países Bajos,              |  |
| |              |           |                      | Asistencia: 0 espectadores |  |
| No se jugó por problemas con la visa; a los jugadores de Alemania Democrática no se les permitío el ingreso a Países Bajos. Como Hungría ya estaba clasificado con tres victorias, el partido no fue reprogramado por ser irrelevante. |              |           |                      |                            |  |

| 22-10-1961 | Hungría                                | 3–3     | Países Bajos                     | Budapest, Hungría    |                      |
|            | Göröcs 19' · Monostori 21' · Tichy 80' | Reporte | Van de Linden 8' 14' · Groot 56' | Árbitro(s): Phillips | Árbitro(s): Phillips |

| Bandera de Hungría |
| Hungría            |

### Grupo 5
| # | País            | J | G | E | P | GF | GC | GD | Pts |
| - | --------------- | - | - | - | - | -- | -- | -- | --- |
| 1 | Unión Soviética | 4 | 4 | 0 | 0 | 11 | 3  | +8 | 8   |
| 2 | Turquía         | 4 | 2 | 0 | 2 | 4  | 4  | 0  | 4   |
| 3 | Noruega         | 4 | 0 | 0 | 4 | 3  | 11 | −8 | 0   |

| 1-6-1961 | Noruega | 0–1     | Turquía   | Ullevaal, Oslo     |                    |
|          |         | Reporte | Oktay 16' | Árbitro(s): Hansen | Árbitro(s): Hansen |

| 18-6-1961 | Unión Soviética | 1–0     | Turquía | Estadio Luzhniki, Moscow |                        |
|           | Voronin 20'     | Reporte |         | Árbitro(s): Hirviniemi   | Árbitro(s): Hirviniemi |

| 1-7-1961 | Unión Soviética                                               | 5–2     | Noruega                    | Estadio Luzhniki, Moscow |                   |
|          | Metreveli 14' · Ponedelnik 26' · Bubukin 32' 66' · Meskhi 53' | Reporte | Borgen 64' · E. Hansen 87' | Árbitro(s): Kowal        | Árbitro(s): Kowal |

| 23-8-1961 | Noruega | 0–3     | Unión Soviética                             | Ullevaal, Oslo      |                     |
|           |         | Reporte | Ponedelnik 48' · Meskhi 49' · Metreveli 76' | Árbitro(s): Meighan | Árbitro(s): Meighan |

| 29-10-1961 | Turquía                | 2–1     | Noruega    | Estadio Ali Sami Yen, Estambul |                  |
|            | Yelken 60' · Oktay 72' | Reporte | Jensen 59' | Árbitro(s): Popa               | Árbitro(s): Popa |

| 12-11-1961 | Turquía   | 1–2     | Unión Soviética           | Estadio Ali Sami Yen, Estambul |                    |
|            | Oktay 78' | Reporte | Gusarov 12' · Mamykin 18' | Árbitro(s): Verner             | Árbitro(s): Verner |

| Bandera de la Unión Soviética |
| Unión Soviética               |

### Grupo 6
| # | País       | J | G | E | P | GF | GC | GD  | Pts |
| - | ---------- | - | - | - | - | -- | -- | --- | --- |
| 1 | Inglaterra | 4 | 3 | 1 | 0 | 16 | 2  | +14 | 7   |
| 2 | Portugal   | 4 | 1 | 1 | 2 | 9  | 7  | +2  | 3   |
| 3 | Luxemburgo | 4 | 1 | 0 | 3 | 5  | 21 | −16 | 2   |

| 19-10-1960 | Luxemburgo | 0–9     | Inglaterra                          | Luxembourg, Luxemburgo |                     |
|            |            | Reporte | Charlton · Greaves · Smith · Haynes | Árbitro(s): Martens    | Árbitro(s): Martens |

| 19-3-1961 | Portugal                               | 6–0     | Luxemburgo | Lisbon, Portugal   |                    |
|           | Yaúca · Aguas · Brosius a.g.' · Coluna | Reporte |            | Árbitro(s): Mellet | Árbitro(s): Mellet |

| 21-5-1961 | Portugal | 1–1     | Inglaterra | Lisbon, Portugal    |                     |
|           | Aguas    | Reporte | Flowers    | Árbitro(s): Bonetto | Árbitro(s): Bonetto |

| 28-9-1961 | Inglaterra                   | 4–1     | Luxemburgo | Londres, Inglaterra |                    |
|           | Charlton · Pointer · Viollet | Reporte | Dimmer     | Árbitro(s): Versyp  | Árbitro(s): Versyp |

| 8-10-1961 | Luxemburgo           | 4–2     | Portugal        | Luxembourg, Luxemburgo  |                         |
|           | Schmit · N. Hoffmann | Reporte | Eusébio · Yauca | Árbitro(s): Tschenscher | Árbitro(s): Tschenscher |

| 25-10-1961 | Inglaterra         | 2–0     | Portugal | Londres, Inglaterra |                  |
|            | Connelly · Pointer | Reporte |          | Árbitro(s): Bois    | Árbitro(s): Bois |

| Inglaterra |
| Inglaterra |

### Grupo 7
|  | Cuartos de final           | Cuartos de final           | Cuartos de final           |   |   | Semifinales            | Semifinales            | Semifinales            |  |  | Final                                | Final                                | Final                                |
|  | 13-27 de noviembre de 1960 | 13-27 de noviembre de 1960 | 13-27 de noviembre de 1960 |   |   | 14-19 de marzo de 1961 | 14-19 de marzo de 1961 | 14-19 de marzo de 1961 |  |  | 15 de octubre-4 de noviembre de 1961 | 15 de octubre-4 de noviembre de 1961 | 15 de octubre-4 de noviembre de 1961 |
|  |                            |                            |                            |   |   |                        |                        |                        |  |  |                                      |                                      |                                      |
|  |                            |                            |                            |   |   |                        |                        |                        |  |  |                                      |                                      |                                      |
|  |                            |                            |                            |   |   |                        |                        |                        |  |  |                                      |                                      |                                      |
|  |                            | Italia                     |                            |   |   |                        |                        |                        |  |  |                                      |                                      |                                      |
|  |                            |                            |                            |   |   |                        |                        |                        |  |  |                                      |                                      |                                      |
|  |                            | Rumania                    | w.o.                       |   |   |                        |                        |                        |  |  |                                      |                                      |                                      |
|  |                            | Rumania                    | w.o.                       |   |   |                        |                        |                        |  |  |                                      |                                      |                                      |
|  |                            |                            |                            |   |   |                        |                        |                        |  |  |                                      |                                      |                                      |
|  |                            |                            |                            |   |   |                        |                        |                        |  |  |                                      |                                      |                                      |
|  |                            |                            |                            |   |   |                        |                        |                        |  |  | Italia                               | 4                                    | 6                                    |
|  |                            |                            | Israel                     | 2 | 0 |                        |                        |                        |  |  |                                      |                                      |                                      |
|  |                            |                            |                            |   |   |                        |                        |                        |  |  |                                      |                                      |                                      |
|  |                            |                            |                            |   |   |                        |                        |                        |  |  |                                      |                                      |                                      |
|  |                            | Etiopía                    | 0                          | 2 |   |                        |                        |                        |  |  |                                      |                                      |                                      |
|  |                            |                            |                            | 2 |   |                        |                        |                        |  |  |                                      |                                      |                                      |
|  |                            | Israel                     | 1                          | 3 |   |                        |                        |                        |  |  |                                      |                                      |                                      |
|  | Israel                     | Israel                     | 1                          | 3 | 1 | 6                      |                        |                        |  |  |                                      |                                      |                                      |
|  | Israel                     |                            |                            |   | 1 | 6                      |                        |                        |  |  |                                      |                                      |                                      |
|  | Chipre                     | 1                          | 1                          |   |   |                        |                        |                        |  |  |                                      |                                      |                                      |

#### Primera fase
| 13-11-1960 | Chipre  | 1–1     | Israel     | Nicosia, Chipre   |                   |
|            | Shialis | Reporte | Kofman 31' | Árbitro(s): Bajić | Árbitro(s): Bajić |

| 27-11-1960 | Israel                                           | 6–1 (Global 7-2) | Chipre  | Tel Aviv, Israel  |                   |
|            | Levi 14' 30' 66' · Stelmach 61' 88' · Nahari 34' | Reporte          | Shialis | Árbitro(s): Bajić | Árbitro(s): Bajić |

#### Segunda fase
Ambos partidos se jugaron en Israel.
| 14-3-1961 | Israel     | 1–0 | Etiopía | Tel Aviv, Israel  |                   |
|           | Glazer 69' |     |         | Árbitro(s): Zsolt | Árbitro(s): Zsolt |

| 19-3-1961 | Israel                        | 3–2 (Global 4-2) | Etiopía            | Haifa, Israel    |                  |
|           | Glazer 27' 77' · Stelmach 59' |                  | Mengistu · Tesfaye | Árbitro(s): Pósa | Árbitro(s): Pósa |

#### Fase final
| 15-10-1961 | Israel                   | 2–4     | Italia                                              | Tel Aviv, Israel  |                   |
|            | Stelmach 15' · Young 38' | Reporte | Lojacono 53' (pen.) · Altafini 79' · Corso 87', 90' | Árbitro(s): Takow | Árbitro(s): Takow |

| 4-11-1961 | Italia                                             | 6–0 (Global 10-2) | Israel | Turin, Italia             |                           |
|           | Sivori 16' 52' 65' 88' · Corso 59' · Angelillo 69' | Reporte           |        | Árbitro(s): Asensi Martin | Árbitro(s): Asensi Martin |

| Italia |
| Italia |

### Grupo 8
| # | País           | J | G | E | P | GF | GC | GD  | Pts |
| - | -------------- | - | - | - | - | -- | -- | --- | --- |
| 1 | Checoslovaquia | 4 | 3 | 0 | 1 | 16 | 5  | +11 | 6   |
| 2 | Escocia        | 4 | 3 | 0 | 1 | 10 | 7  | +3  | 6   |
| 3 | Irlanda        | 4 | 0 | 0 | 4 | 3  | 17 | −14 | 0   |

| 3-5-1961 | Escocia      | 4–1             | Irlanda | Glasgow, Escocia   |                    |
|          | Brand · Herd | Report Reporte] | Haverty | Árbitro(s): Guigue | Árbitro(s): Guigue |

| 7-5-1961 | Irlanda | 0–3     | Escocia       | Dublín, República de Irlanda |                      |
|          |         | Reporte | Young · Brand | Árbitro(s): Grandain         | Árbitro(s): Grandain |

| 14-5-1961 | Checoslovaquia                | 4–0     | Escocia | Bratislava, Checoslovaquia |                     |
|           | Pospíchal · Kadraba · Kvašňák | Reporte |         | Árbitro(s): Steiner        | Árbitro(s): Steiner |

| 29-9-1961 | Escocia        | 3–2     | Checoslovaquia    | Glasgow, Escocia      |                       |
|           | Law · St. John | Reporte | Kvašňák · Scherer | Árbitro(s): Gulliksen | Árbitro(s): Gulliksen |

| 8-10-1961 | Irlanda | 1–3     | Checoslovaquia    | Dublín, República de Irlanda |                     |
|           | Giles   | Reporte | Kvašňák · Scherer | Árbitro(s): Holland          | Árbitro(s): Holland |

| 29-10-1961 | Checoslovaquia                                     | 7–1     | Irlanda | Praga, Checoslovaquia |                     |
|            | Kvašňák · Scherer · Jelínek · Masopust · Pospíchal | Reporte | Fogarty | Árbitro(s): Lundell   | Árbitro(s): Lundell |

| 29-11-1961 | Checoslovaquia                                          | 4 – 2 (t. s.) | Escocia          | Brussels, Bélgica  |                    |
|            | Hledík 70' · Scherer 84' · Pospíchal 95' · Kvašňák 101' | Reporte       | St. John 38' 71' | Árbitro(s): Versyp | Árbitro(s): Versyp |

| Checoslovaquia |
| Checoslovaquia |

### Grupo 9
|  |           |           |        |   |   |   |       |       |   |   |   |  |
|  |           |           |        |   |   |   |       |       |   |   |   |  |
|  |           |           |        |   |   |   |       |       |   |   |   |  |
|  |           |           |        |   |   |   |       |       |   |   |   |  |
|  |           |           |        |   |   |   | Gales | Gales | 1 | 1 | 2 |  |
|  |           | España    | España | 2 | 1 | 3 |       |       |   |   |   |  |
|  | España    |           |        |   |   |   |       |       |   |   |   |  |
|  | Dinamarca | Dinamarca | w.o.   |   |   |   |       |       |   |   |   |  |

#### Primera ronda
Dinamarca abandonó el torneo, por lo que España avanza a la siguiente ronda.

#### Segunda ronda
Austria abandonó el torneo, por lo que el vencedor clasificaría a un repechaje contra el campeón africano.
| 19-4-1961 | Gales      | 1–2     | España                         | Cardiff, Gales          |                         |
|           | Woosnam 7' | Reporte | Rodríguez 21' · Di Stéfano 78' | Árbitro(s): Reymaeckers | Árbitro(s): Reymaeckers |

| 18-5-1961 | España    | 1–1 (Global 3-2) | Gales         | Madrid, España   |                  |
|           | Peiró 55' | Reporte          | Allchurch 69' | Árbitro(s): Horn | Árbitro(s): Horn |

### Grupo 10
Islandia abandonó el torneo y el ganador enfretaría en un repechaje al campeón asiático.
| Equipo 1   | Agr. | Equipo 2 | Ida | Vuelta |
| ---------- | ---- | -------- | --- | ------ |
| Yugoslavia | 3-2  | Polonia  | 2-1 | 1–1    |

| 4-6-1961 | Yugoslavia                          | 2–1     | Polonia      | Belgrade, Yugoslavia  |                       |
|          | Kaloperović 42' (pen.) · Kostić 49' | Reporte | Brychczy 65' | Árbitro(s): Stathatos | Árbitro(s): Stathatos |

| 25-6-1961 | Polonia    | 1–1 (Global 2-3) | Yugoslavia | Chorzów, Polonia    |                     |
|           | Szmidt 29' | Reporte          | Galić 2'   | Árbitro(s): Korelus | Árbitro(s): Korelus |

## África

### Grupo 1
República Árabe Unida (Egipto-Siria) y Sudán se retiraron de la competición.

### Grupo 2
| Equipo 1  | Agr. | Equipo 2 | Ida | Vuelta | 3er partido |
| --------- | ---- | -------- | --- | ------ | ----------- |
| Marruecos | 4-4  | Túnez    | 2–1 | 1–2    | 1-1         |

| 30-10-1960 | Marruecos                     | 2–1     | Túnez      | Stade d'Honneur, Casablanca                              |                                                          |
|            | Khalfi 33' · Azhar 60' (pen.) | Reporte | Meddeb 43' | Asistencia: 12,000 espectadores Árbitro(s): Blanco Perez | Asistencia: 12,000 espectadores Árbitro(s): Blanco Perez |

| 13-11-1960 | Túnez                      | 2–1 (Global 3-3) | Marruecos  | Stade Géo André, Tunis                                         |                                                                |
|            | Chetali 47' · Tlemçani 60' | Reporte          | Chicha 64' | Asistencia: 10,000 espectadores Árbitro(s): Carl Erich Steiner | Asistencia: 10,000 espectadores Árbitro(s): Carl Erich Steiner |

#### Desempate
| 1961-01-22                                            | Marruecos | 1–1 (t. s.) | Túnez      | Stadio Comunale, Palermo, Italia |                      |
|                                                       | Azhar 36' | Reporte     | Kerrit 89' | Árbitro(s): Lo Bello             | Árbitro(s): Lo Bello |
| Marruecos ganó la serie por un lanzamiento de moneda. |           |             |            |                                  |                      |

### Grupo 3
| Equipo 1 | Agr. | Equipo 2 | Ida | Vuelta |
| -------- | ---- | -------- | --- | ------ |
| Ghana    | 6-3  | Nigeria  | 4–1 | 2–2    |

| 28-8-1960 | Ghana                                            | 4–1     | Nigeria    | Accra Sports Stadium, Acra                          |                                                     |
|           | Acquah 18' · Boateng 44' · Fynn 54' · Salisu 55' | Reporte | Fayemi 50' | Asistencia: 40,000 espectadores Árbitro(s): Holland | Asistencia: 40,000 espectadores Árbitro(s): Holland |

| 10-9-1960 | Nigeria                         | 2–2 (Global 3-6) | Ghana          | George V Stadium, Lagos |                         |
|           | Emenako 28' · Fayemi 75' (pen.) | Reporte          | Acquah 14' 83' | Árbitro(s): Tschenscher | Árbitro(s): Tschenscher |

### Fase final
| Equipo 1 | Agr. | Equipo 2  | Ida | Vuelta |
| -------- | ---- | --------- | --- | ------ |
| Ghana    | 0–1  | Marruecos | 0-0 | 0-1    |

| 2-4-1961 | Ghana | 0–0     | Marruecos | Accra Sports Stadium, Acra |                           |
|          |       | Reporte |           | Árbitro(s): Hussein Fahmy  | Árbitro(s): Hussein Fahmy |

| 28-5-1961 | Marruecos  | 1–0 (Global 1-0) | Ghana | Stade d'Honneur, Casablanca                              |                                                          |
|           | Khalfi 37' | Reporte          |       | Asistencia: 12,000 espectadores Árbitro(s): Blanco Perez | Asistencia: 12,000 espectadores Árbitro(s): Blanco Perez |

## Asia
| Pos. | Equipo        | Pts. | PJ | G | E | P | GF | GC | Dif. | Clasificación            |
| ---- | ------------- | ---- | -- | - | - | - | -- | -- | ---- | ------------------------ |
| 1    | Corea del Sur | 6    | 2  | 2 | 0 | 0 | 4  | 1  | +3   | Repesca Intercontinental |
| 2    | Japón         | 0    | 2  | 0 | 0 | 2 | 1  | 4  | −3   |                          |
| 3    | Indonesia     | 0    | 0  | 0 | 0 | 0 | 0  | 0  | 0    | Abandonó                 |

 Fuente: RSSSF
| 6-11-1960 | Corea del Sur            | 2–1     | Japón      | Estadio Hyochang, Seoul   |                           |
|           | Chung Soon-cheon 39' 41' | Reporte | Sasaki 26' | Árbitro(s): Kim Duck-Chun | Árbitro(s): Kim Duck-Chun |

| 11-6-1961 | Japón | 0–2     | Corea del Sur                           | National Stadium, Tokio |                      |
|           |       | Reporte | Chung Soon-cheon 21' · Yoo Pan-soon 26' | Árbitro(s): Pratlett    | Árbitro(s): Pratlett |

## Repesca Europa/Asia/África

### Europa/África
| Equipo 1  | Agr. | Equipo 2 | Ida | Vuelta |
| --------- | ---- | -------- | --- | ------ |
| Marruecos | 2–4  | España   | 0–1 | 2-3    |

| 12 de noviembre de 1961 | Marruecos | 0–1 | España      | Stade d'honneur, Casablanca                               |                                                           |
|                         |           |     | Del Sol 80' | Asistencia: 26,000 espectadores Árbitro(s): Daniel Mellet | Asistencia: 26,000 espectadores Árbitro(s): Daniel Mellet |

| 23 de noviembre de 1961 | España                                      | 3–2 (Global 4-2) | Marruecos             | Santiago Bernabéu, Madrid                                |                                                          |
|                         | Marcelino 12' · Di Stéfano 44' · Collar 58' |                  | Riahi 40' · Azhar 64' | Asistencia: 30,000 espectadores Árbitro(s): Cesare Jonni | Asistencia: 30,000 espectadores Árbitro(s): Cesare Jonni |

|        |
| España |

### Europa/Asia
| Equipo 1   | Agr. | Equipo 2      | Ida | Vuelta |
| ---------- | ---- | ------------- | --- | ------ |
| Yugoslavia | 8–2  | Corea del Sur | 5–1 | 3–1    |

| 8 de octubre de 1961 | Yugoslavia                                                  | 5–1 | Corea del Sur       | JNA Stadium, Belgrade                                              |                                                                    |
|                      | Čebinac 42' · Šekularac 54' 70' · Radaković 67' · Galić 89' |     | Chung Sun-cheon 82' | Asistencia: 20,000 espectadores Árbitro(s): Konstantinos Ioannidis | Asistencia: 20,000 espectadores Árbitro(s): Konstantinos Ioannidis |

| 26 de noviembre de 1961 | Corea del Sur   | 1–3 (Global 2-8) | Yugoslavia                   | Hyochang Stadium, Seoul                                  |                                                          |
|                         | Yoo Pan-sun 61' |                  | Galić 17' 27' · Jerković 89' | Asistencia: 25,000 espectadores Árbitro(s): Mak Xeun Fei | Asistencia: 25,000 espectadores Árbitro(s): Mak Xeun Fei |

| Yugoslavia |
| Yugoslavia |